# Tommy Smith (pilote automobile)
Pour les articles homonymes, voir Tommy Smith.
Tommy Smith, né le 6 juin 2002 à Melbourne, est un pilote automobile australien. En 2023 et 2024, il participe au championnat de Formule 3 FIA avec Van Amersfoort Racing.

## Carrière

### Formule Ford Nouvelle-Zélande (2017-2018)
Smith effectue sept courses au sein de la catégorie et finit dix-huitième du classement général avec un total de 109 points et une troisième place comme meilleure performance.

### Championnat d'Asie de Formule 3 (2019-2020)
Pour sa première saison dans le championnat, l'Australien rejoint l’écurie Pinnacle Motorsport, aux côtés de Jordan Dempsey et Ayrton Simmons. Il inscrit 11 points et termine à la 18e place du championnat, sur un total de 15 courses. L'année suivante, il rejoint l'écurie chinoise Absolute Racing, inscrivant 48 points et terminant ainsi 10e du championnat.

### Championnat d'Europe de Formule Régionale (2021)
Smith participe à la saison 2021 du championnat d'Europe de Formule Régionale, en effectuant 19 courses avec JD Motorsport. Il ne marque aucun point et se classe 30e du championnat.

### Championnat de Formule 3 britannique (2021-2022)
Pour la saison 2021, il participe également au championnat britannique de F3 avec l'écurie Douglas Motorsport aux côtés de Reema Juffali et Dexter Patterson, en disputant neuf courses. Il marque 41 points et termine 22e du classement général.
L'année suivante, il participe à la saison complète, toujours avec Douglas Motorsport, aux côtés de son compatriote Lucas Staico et de l'américain Max Esterson. Il termine la saison avec une victoire, deux podiums et 136,5 points, se classant 20e du championnat.

### Formule 3 FIA (2023-2024)
En 2023, Smith rejoint le championnat de Formule 3 FIA avec Van Amersfoort Racing, aux côtés de Rafael Villagómez et Caio Collet. Lors de l'épreuve de Sakhir, il termine 23e de la course sprint et vingt-huitième de la course principale. En Australie, il abandonne lors de la course sprint. Lors du dernier meeting de l'année à Monza, il abandonne la course sprint et termine vingtième de la course principale. Il termine l'année au 28e rang du championnat sans avoir inscrit de point, avec une douzième place pour meilleur résultat.
L'année suivante, il reste chez Van Amersfoort Racing, aux côtés de Sophia Floersch et Noel León. A Monaco, parti dix-neuvième, il termine treizième de la course sprint. Lors de la course principale de Silverstone, il termine quatrième derrière Callum Voisin. Il termine 20e du championnat avec douze points.

### Championnat d'Océanie de Formule Régionale (2024-2025)
Il débute lors de la saison 2024, au sein de l'écurie mtec Motorsport. Pour la première manche de la saison à Taupo, il termine septième de la première course. Le lendemain, il termine sixième de la deuxième course après une pénalité de Nicola Lacorte. Il termine hors du top dix, avec une douzième place lors de la troisième course. Pour la deuxième manche de la saison à Manfield, il termine sixième de la première course qui symbolisait la trois centième course du championnat.Pour la deuxième course, il termine sur la troisième marche du podium, derrière Kaleb Ngatoa et Christian Mansell. Pour la troisième course, il termine à la quatrième place d'une course compliqué par les conditions pluvieuses. Il termine le championnat à la huitième place pour un total de 144 points. 
En décembre 2024, il est annoncé qu'il s'engage le championnat en 2025, cette fois-ci avec Giles Motorsport. Pour sa première course de la saison, lors de la troisième manche du championnat, il termine quatrième. Il termine sixième lors de la deuxième course de l'épreuve. Lors de la troisième course, il termine septième. Au cours de la manche suivante, il termine neuvième de la première course. Il termine de nouveau neuvième lors de la troisième course. En fin de saison, il se classe seizième du championnat avec 85 points. 

## Galerie photos

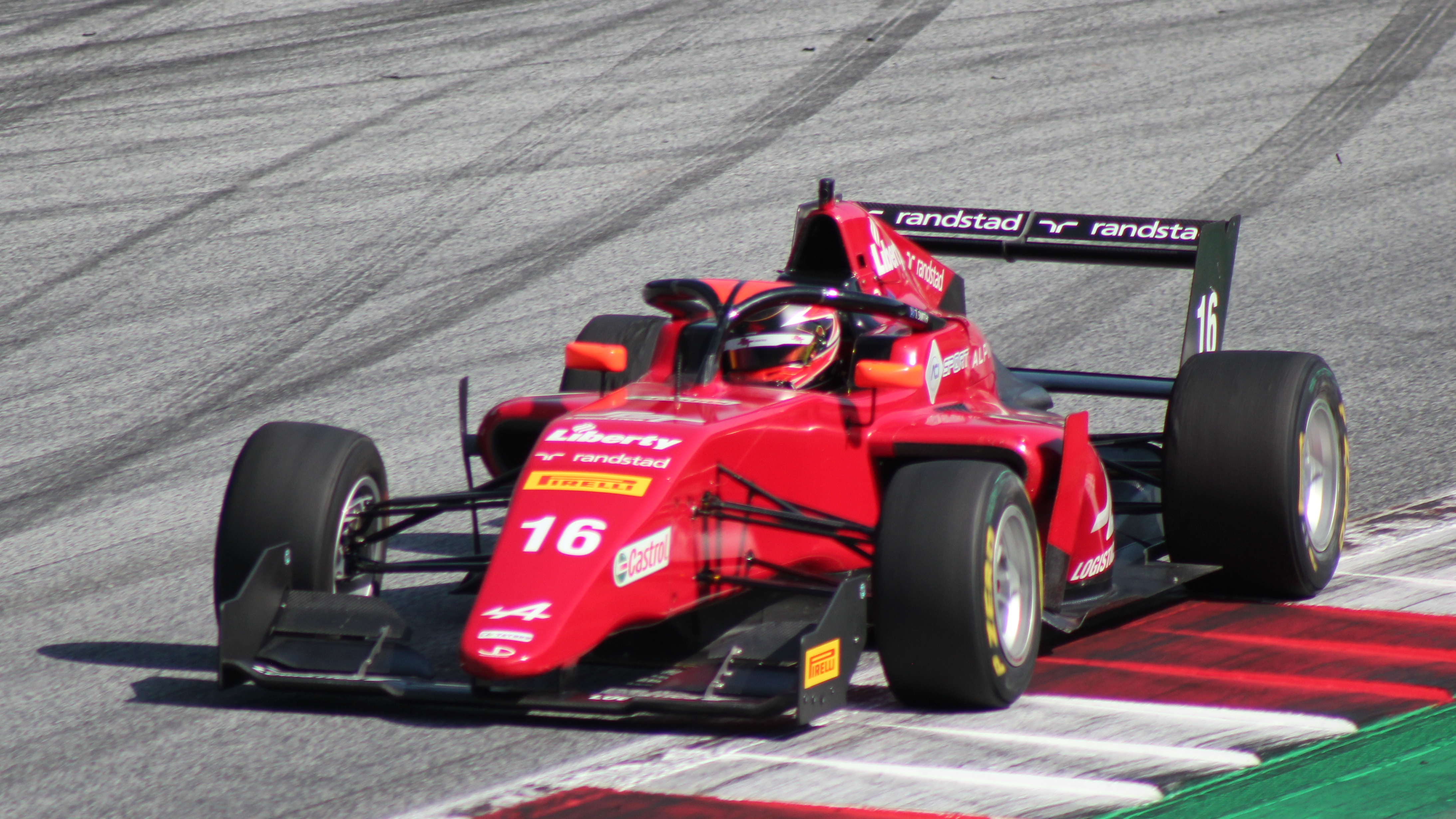
Tommy Smith en Formule Régionale en 2021 à Spielberg.
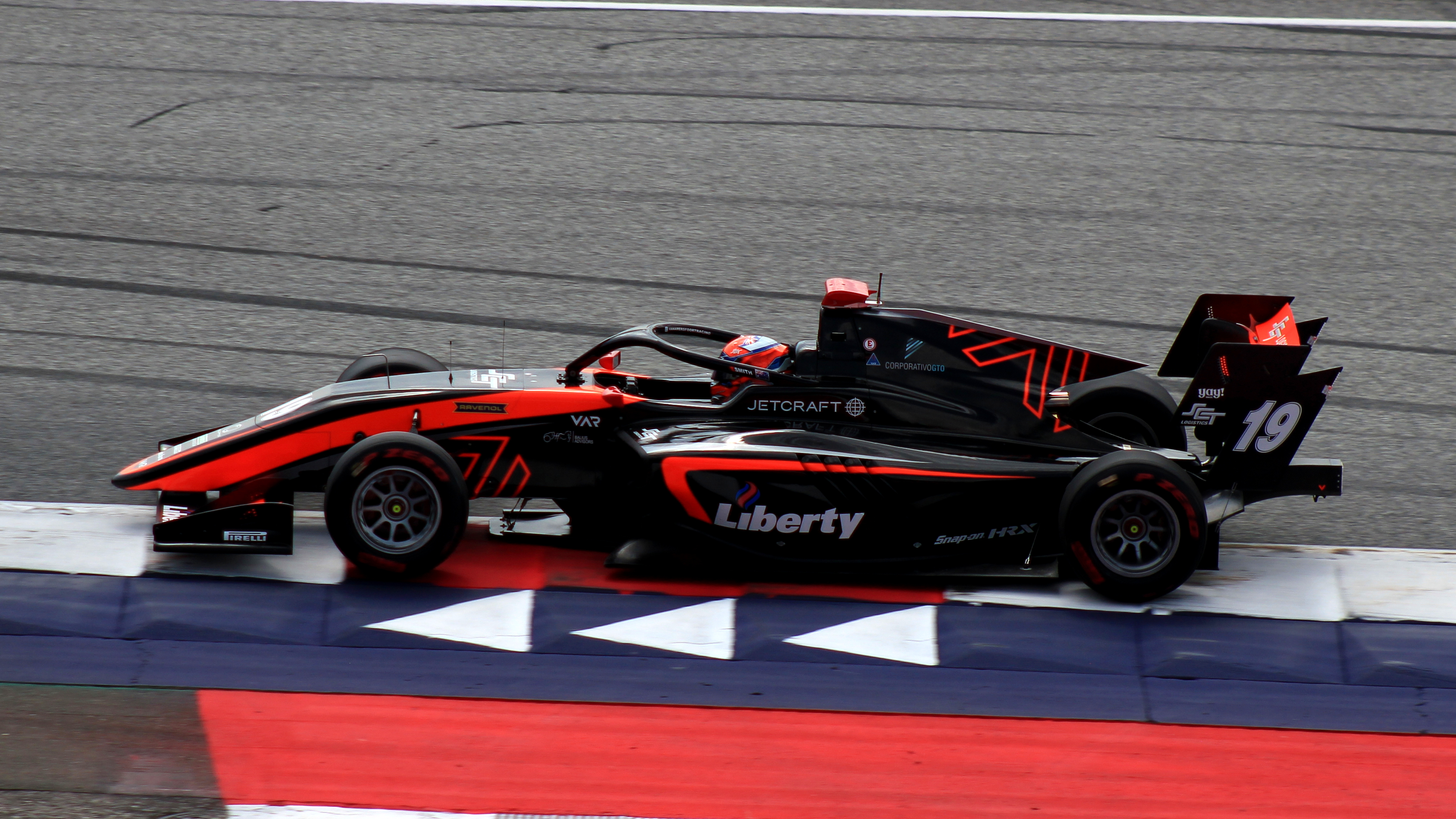
Tommy Smith en Formule 3 FIA en 2023 à Spielberg.
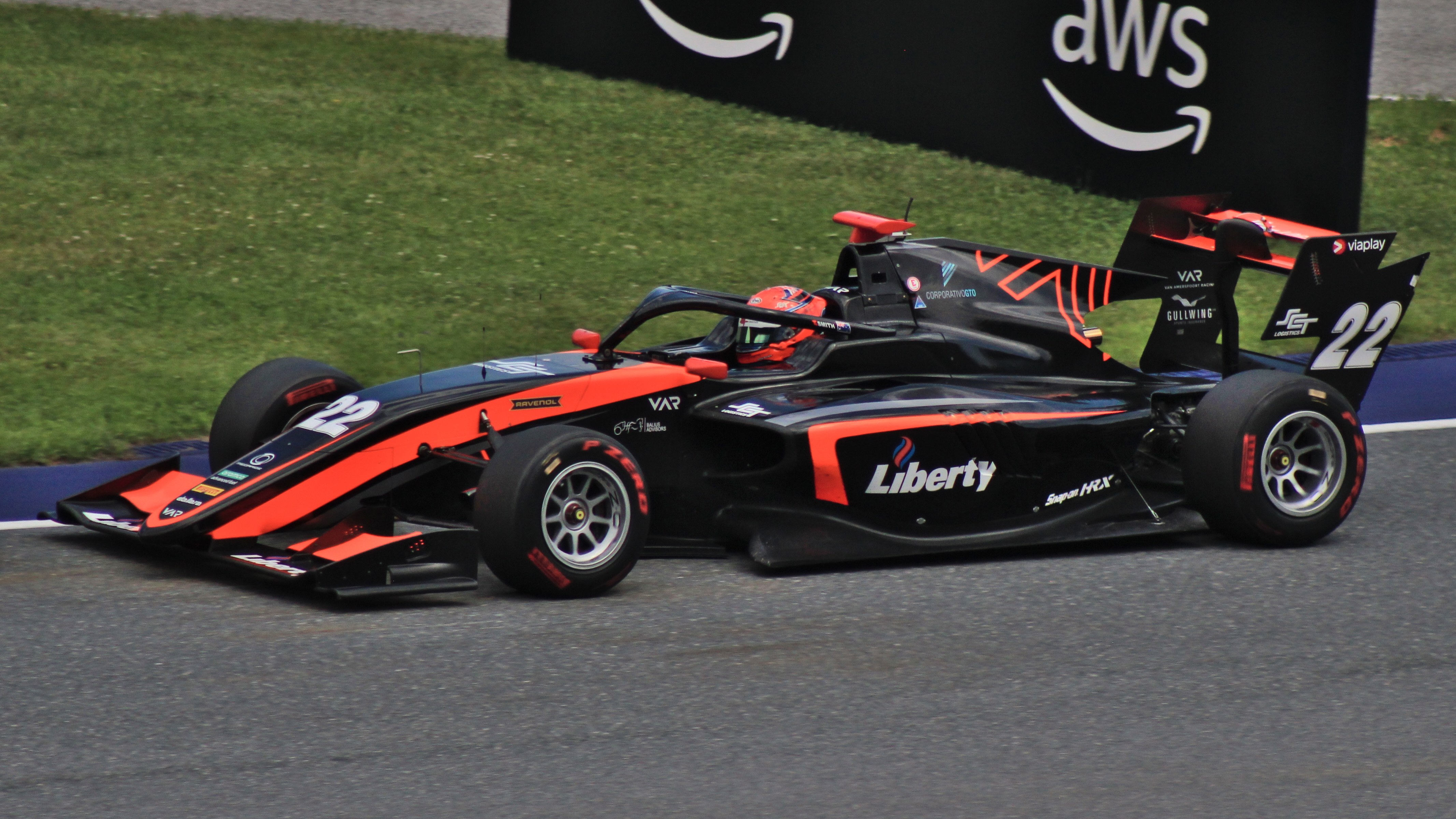
Tommy Smith en Formule 3 FIA en 2024 à Spielberg.

## Résultats

### Résultats en monoplace
| Saison    | Championnat                                 | Écurie                | Courses | Victoires | Pole positions | Meilleurs tours | Podiums | Points | Classement |
| --------- | ------------------------------------------- | --------------------- | ------- | --------- | -------------- | --------------- | ------- | ------ | ---------- |
| 2017-2018 | Formula Ford Nouvelle Zélande               | pas d'écurie          | 3       | 0         | 0              | 0               | 0       | 109    | n.c        |
| 2017-2018 | Formule 1600 Nouvelle Zélande               | pas d'écurie          | 7       | 0         | 0              | 0               | 1       | 109    | n.c        |
| 2018      | Championnat d'Australie de Formule 4        | Team BRM              | 21      | 0         | 0              | 1               | 0       | 99     | 8e         |
| 2019      | Toyota Racing Series                        | Giles Motorsport      | 14      | 0         | 0              | 0               | 0       | 101    | 14e        |
| 2019      | Championnat d'Asie de Formule 3             | Pinnacle Motorsport   | 15      | 0         | 0              | 0               | 0       | 11     | 16e        |
| 2019      | Championnat d'Australie de Formule 4        | Team BRM              | 12      | 0         | 0              | 0               | 0       | 106    | 7e         |
| 2019-2020 | Championnat d'Asie de Formule 3             | Absolute Racing       | 15      | 0         | 0              | 0               | 0       | 48     | 10e        |
| 2021      | Australian S5000 Championship               | Team BRM              | 2       | 0         | 0              | 0               | 0       | 18     | 12e        |
| 2021      | Formule Régionale Europe                    | JD Motorsport         | 19      | 0         | 0              | 0               | 0       | 0      | 31e        |
| 2021      | Championnat de Grande-Bretagne de Formule 3 | Douglas Motorsport    | 12      | 0         | 0              | 0               | 0       | 106    | 7e         |
| 2022      | Championnat de Grande-Bretagne de Formule 3 | Douglas Motorsport    | 24      | 1         | 0              | 0               | 2       | 136,5  | 19e        |
| 2023      | Formule 3 FIA                               | Van Amersfoort Racing | 18      | 0         | 0              | 0               | 0       | 0      | 28e        |
| 2024      | Formule Régionale Océanie                   | mtec Motorsport       | 9       | 0         | 0              | 0               | 1       | 144    | 8e         |
| 2024      | Formule 3 FIA                               | Van Amersfoort Racing | 20      | 0         | 0              | 0               | 0       | 12     | 20e        |
| 2025      | Formule Régionale Océanie                   | Giles Motorsport      | 6       | 0         | 0              | 0               | 0       | 96     | 17e        |
| 2025      | Indy Lights Series                          | HMD Motorsports       | 12      | 0         | 0              | 0               | 0       | 177    | 14e        |

### Résultats complets en championnat d'Australie de Formule 4
| Saison | Equipe   | 1       | 2       | 3       | 4        | 5       | 6       | 7        | 8       | 9       | 10       | 11       | 12       | 13       | 14       | 15       | 16       | 17       | 18       | 19      | 20      | 21      | DC  | Points |
| ------ | -------- | ------- | ------- | ------- | -------- | ------- | ------- | -------- | ------- | ------- | -------- | -------- | -------- | -------- | -------- | -------- | -------- | -------- | -------- | ------- | ------- | ------- | --- | ------ |
| 2018   | Team BRM | SYM 1 9 | SYM 2 8 | SYM 3 5 | PHI 1 11 | PHI 2 8 | PHI 3 7 | QLD 1 10 | QLD 2 9 | QLD 3 9 | WIN1 1 8 | WIN1 2 7 | WIN1 3 7 | WIN2 1 8 | WIN2 2 7 | WIN2 3 9 | SYD 1 6  | SYD 2 9  | SYD 3 8  | PUK 1 4 | PUK 2 6 | PUK 3 6 | 8th | 99     |
| 2019   | Team BRM | MEL 1 9 | MEL 2 4 | MEL 3 8 | SYD 1 4  | SYD 2 6 | SYD 3 7 | PHI1 1   | PHI1 2  | PHI1 3  | PHI2 1   | PHI2 2   | PHI2 3   | BEN1 1 6 | BEN1 2 6 | BEN1 3 4 | BEN2 1 4 | BEN2 2 5 | BEN2 3 4 |         |         |         | 7th | 106    |

### Résultats complets en championnat d'Asie de Formule 3
| Saison  | Equipe              | 1         | 2         | 3         | 4         | 5         | 6        | 7        | 8         | 9         | 10       | 11         | 12        | 13         | 14       | 15       | DC  | Points |
| ------- | ------------------- | --------- | --------- | --------- | --------- | --------- | -------- | -------- | --------- | --------- | -------- | ---------- | --------- | ---------- | -------- | -------- | --- | ------ |
| 2019    | Pinnacle Motorsport | SEP 1 12  | SEP 2 13  | SEP 3 13  | CHA 1 Ret | CHA 2 DNS | CHA 3 10 | SUZ 1 15 | SUZ 2 Ret | SUZ 3 Ret | SIC1 1 9 | SIC1 2 10  | SIC1 3 10 | SIC2 1 Ret | SIC2 2 9 | SIC2 3 8 | 18e | 11     |
| 2019–20 | Absolute Racing     | SEP1 1 10 | SEP1 2 11 | SEP1 3 10 | DUB 1 8   | DUB 2 12  | DUB 3 13 | ABU 1 12 | ABU 2 Ret | ABU 3 8   | SEP2 1 7 | SEP2 2 11† | SEP2 3 7  | CHA 1 6    | CHA 2 9  | CHA 3 6  | 10e | 48     |

### Résultats complets en S5000
| Saison | Ecurie   | 1        | 2          | 3          | 4      | 5      | 6      | 7      | 8      | 9      | 10      | 11      | 12      | DC  | Points |
| ------ | -------- | -------- | ---------- | ---------- | ------ | ------ | ------ | ------ | ------ | ------ | ------- | ------- | ------- | --- | ------ |
| 2021   | Team BRM | SYM R1 7 | SYM R2 Ret | SYM R3 DNS | PHI R4 | PHI R5 | PHI R6 | SAN R7 | SAN R8 | SAN R9 | SMP R10 | SMP R11 | SMP R12 | 12e | 18     |

### Résultats complets en Formule 3 FIA
| Saison | Ecurie                | 1          | 2           | 3           | 4           | 5          | 6          | 7          | 8          | 9          | 10         | 11         | 12         | 13         | 14         | 15         | 16         | 17          | 18         | 19         | 20         | DC  | Points |
| ------ | --------------------- | ---------- | ----------- | ----------- | ----------- | ---------- | ---------- | ---------- | ---------- | ---------- | ---------- | ---------- | ---------- | ---------- | ---------- | ---------- | ---------- | ----------- | ---------- | ---------- | ---------- | --- | ------ |
| 2023   | Van Amersfoort Racing | BHR SPR 23 | BHR FEA 28† | MEL SPR Ret | MEL FEA 12  | MON SPR 21 | MON FEA 15 | CAT SPR 18 | CAT FEA 23 | RBR SPR 21 | RBR FEA 18 | SIL SPR 26 | SIL FEA 25 | HUN SPR 24 | HUN FEA 29 | SPA SPR 24 | SPA FEA 18 | MNZ SPR Ret | MNZ FEA 20 |            |            | 27e | 0      |
| 2024   | Van Amersfoort Racing | BHR SPR 28 | BHR FEA 22  | MEL SPR 27  | MEL FEA Ret | IMO SPR 24 | IMO FEA 27 | MON SPR 13 | MON FEA 12 | CAT SPR 18 | CAT FEA 25 | RBR SPR 21 | RBR FEA 22 | SIL SPR 21 | SIL FEA 4  | HUN SPR 25 | HUN FEA 24 | SPA SPR 25  | SPA FEA 16 | MNZ SPR 23 | MNZ FEA 15 | 20e | 12     |